# Rinodina oxydata
Rinodina oxydata är en lavart som först beskrevs av A. Massal., och fick sitt nu gällande namn av A. Massal. Rinodina oxydata ingår i släktet Rinodina och familjen Physciaceae.  Arten är reproducerande i Sverige. Inga underarter finns listade i Catalogue of Life.